# 薔薇路
薔薇路（Rue des Rosiers）是法国巴黎第四区的一条街道。它开始于Malher路，然后向西北偏西，穿过石块铺路路（rue Pavée）、费迪南德杜瓦尔路（Rue Ferdinand Duval）、Écouffes路和圣热尔韦医院路（Rue Hospitalières-Saint-Gervais），最后结束于老圣殿路（Rue Vieille du Temple）。  
薔薇路位于犹太区的中心，俗称为“Pletzl”（意第绪语的“小地方”）。这条路位于玛莱区，大致平行于里沃利路。这一区域有时称为“圣保禄”，是因为靠近圣保禄广场（Place Saint-Paul）。
最近十年来，薔薇路已变为著名的时尚地带。昔日古雅的小商店已经让位给欧洲最前卫品牌的陈列室。
距离薔薇路最近的地铁站是圣保禄（Saint-Paul）。

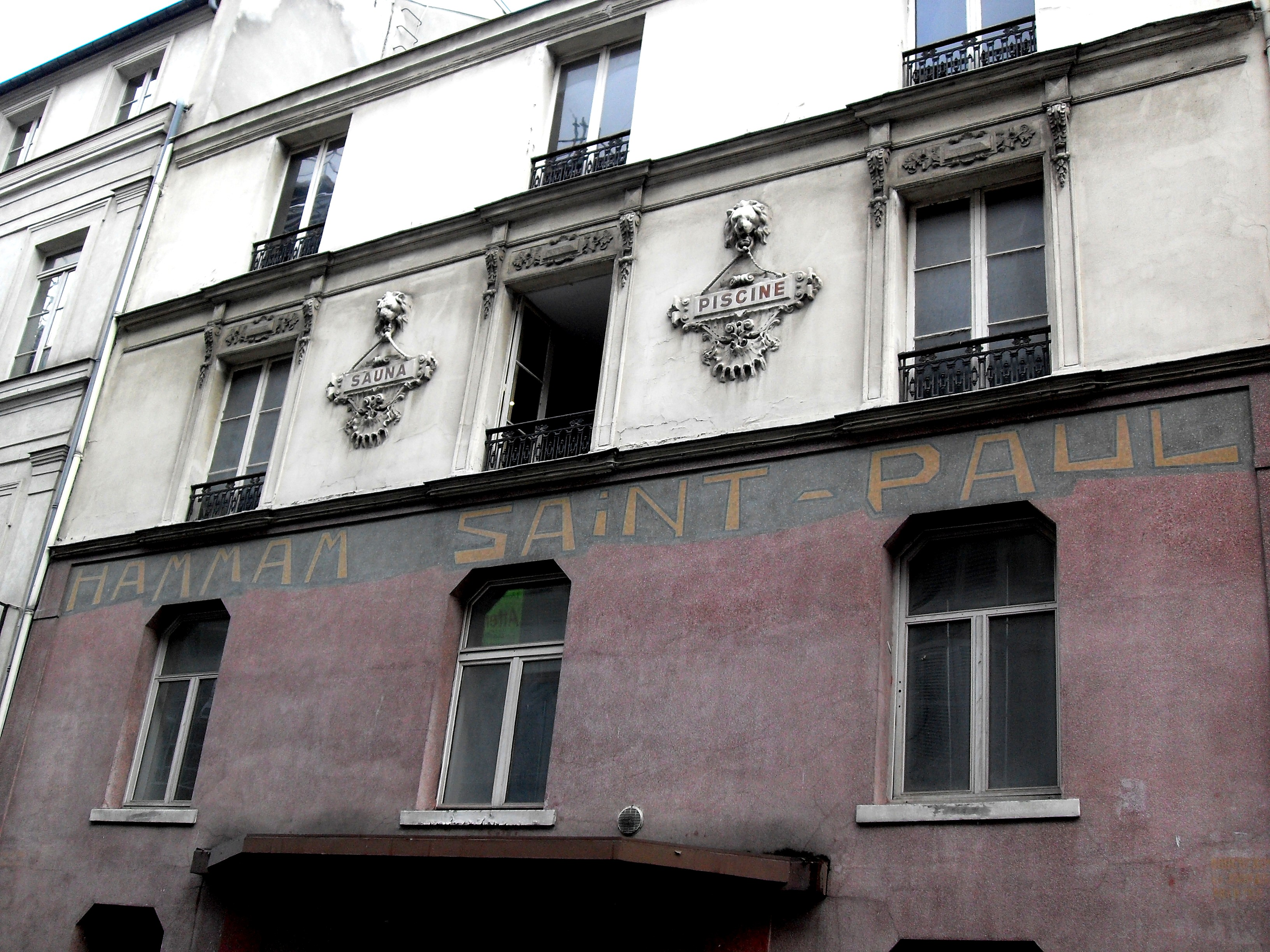
薔薇路的公共蒸汽浴室

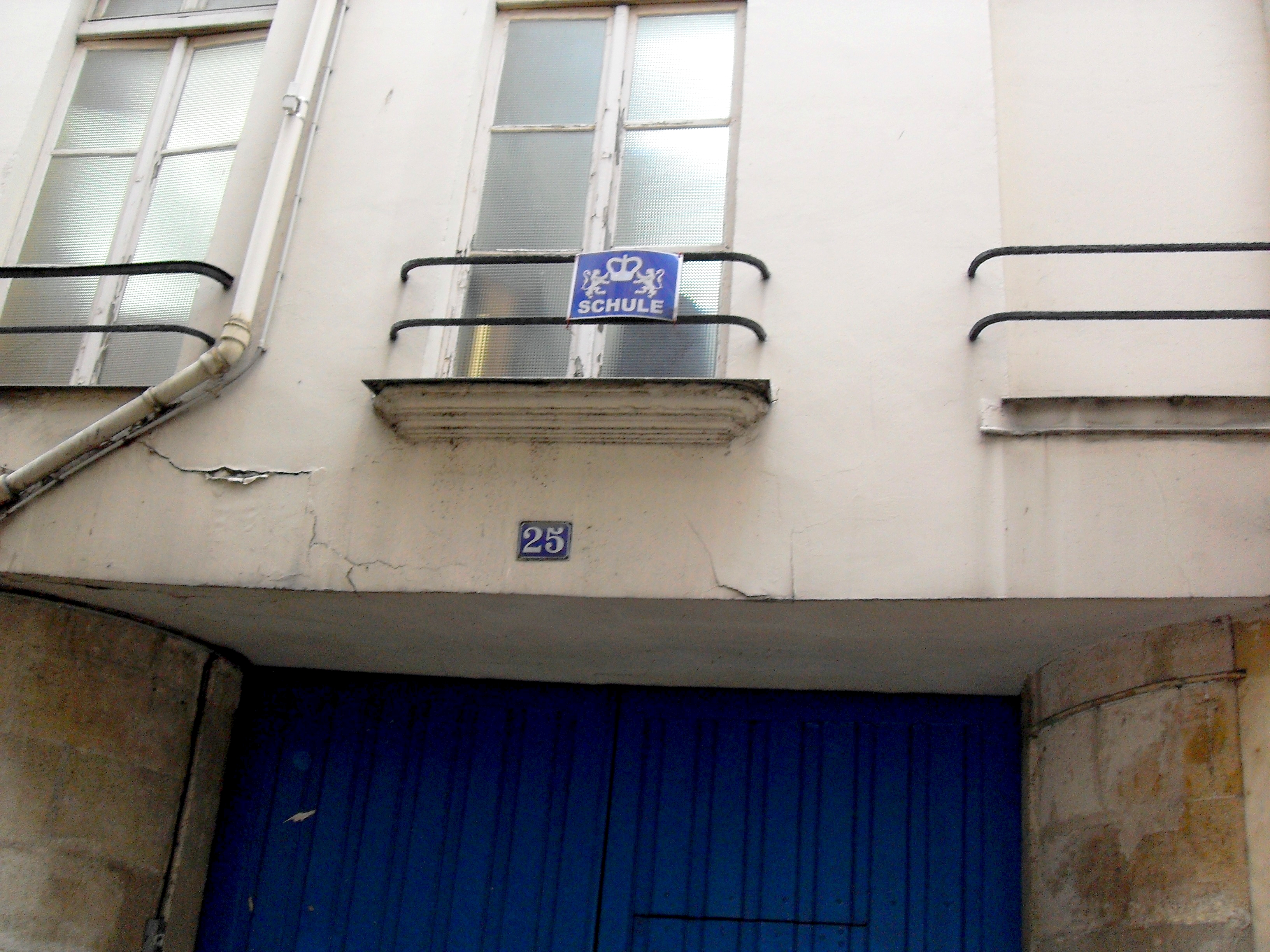
薔薇路28号的犹太会堂

48°51′25.24″N 2°21′34.79″E / 48.8570111°N 2.3596639°E